# ペルーサー
ペルーサー（古希: Φέρουσα, ラテン語: Pherusa）は、ギリシア神話に登場する2人の女性の名前である。名前は「実り多き者」を意味する。日本語では長母音記号を省略してペルサとも表記される。

## ネーレーイデスの1人
海神ネーレウスとドーリスの間に生まれた50人の娘たち、ネーレーイデスの1人である。

## ホーライの1人
ヒュギーヌスの『ギリシア神話集(Fabulae)』によると、ゼウスとテミスの娘で、アウクソー、エウノミアー、カルポー、ディケー、エウポリアー、エイレーネー、オルトシアー、タローと姉妹。大地の豊饒を司り、季節の秩序と人間社会の秩序を司る女神を加えた9柱のホーラーの1柱である。